# Gimone

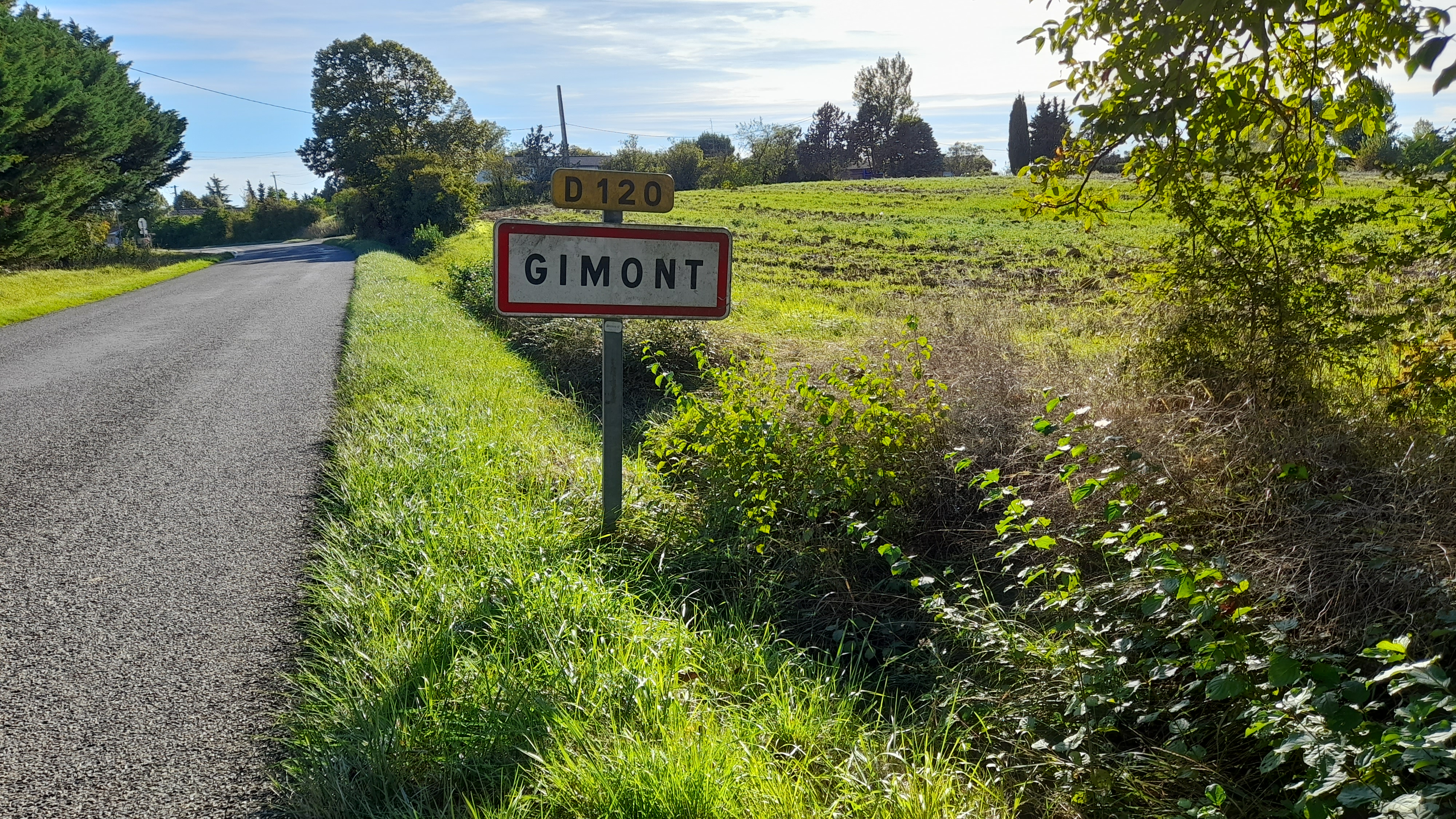
Gimont, la ville qui donne son nom à la Gimone.

La Gimone (en gascon Gimona [ʒiˈmunɔ]) est une  rivière du Sud de la France qui coule dans les départements des Hautes-Pyrénées, du Gers, de la Haute-Garonne et de Tarn-et-Garonne. C'est un affluent direct de la Garonne en rive gauche.

## Géographie
De 135,7 km de longueur, la Gimone prend sa source au canal de la Gimone, sur le plateau de Lannemezan, dans les Hautes-Pyrénées sur la commune de Villemur, et se jette dans la Garonne en amont de Castelsarrasin, dans le département de Tarn-et-Garonne.

### Départements et communes traversés
- Hautes-Pyrénées : Villemur, Lalanne, Thermes-Magnoac
- Haute-Garonne : Saint-Loup-en-Comminges, Gensac-de-Boulogne, Boulogne-sur-Gesse, Péguilhan, Nénigan, Puymaurin
- Gers : Lalanne-Arqué, Saint-Blancard, Sarcos, Monbardon, Gaujan, Villefranche, Simorre, Saint-Élix-d'Astarac, Mongausy, Saramon, Boulaur, Tirent-Pontéjac, Bédéchan, Aurimont, Saint-Caprais, Montiron, Juilles, Gimont, Escornebœuf, Sainte-Marie, Touget, Saint-Orens, Mauvezin, Saint-Georges, Labrihe, Sarrant, Solomiac, Avensac
- Tarn-et-Garonne : Maubec, Marignac, Faudoas, Gimat, Auterive, Beaumont-de-Lomagne, Vigueron, Sérignac, Belbèze-en-Lomagne, Larrazet, Montaïn, Labourgade, Lafitte, Cordes-Tolosannes, Garganvillar, Castelsarrasin, Castelferrus

## Principaux affluents
- La Lauze  : 22,9 km
- Le Marcaoue  : 36,4 km
- Le Sarrampion : 25,4 km
- Le Brounan : 9,1 km
- La Baysole : 10,2 km

## Hydrologie
Comme la plupart des autres cours d'eau de plaine de la partie orientale du bassin de la Garonne, la Gimone est une rivière fort peu abondante. Son débit a été observé sur une période de 42 ans (1965-2006), à Garganvillar, localité située peu avant son confluent avec la Garonne. Le bassin versant de la rivière y est de 827 km2 soit la quasi-totalité de celui-ci qui compte un total de 840 km2.
Le module de la rivière à Garganvillar est de 3,02 m3/s.
La Gimone présente des fluctuations saisonnières de débit très marquées, avec une période de hautes eaux d'hiver-printemps caractérisées par un débit mensuel moyen évoluant dans une fourchette de 4,01 à 6,68 m3/s, de décembre à mai inclus (avec un maximum en février). Dès le mois de juin, le débit diminue fortement pour aboutir à la période des basses eaux qui a lieu de juillet à octobre inclus, avec une baisse du débit moyen mensuel allant jusqu'à 0,728 m3 au mois d'août, ce qui n'est pas extrêmement bas pour un cours d'eau de débit moyen aussi faible. Cependant ces chiffres ne sont que des moyennes et les fluctuations de débit peuvent être plus importantes d'après les années et sur des périodes plus courtes.
À l'étiage le VCN3 peut en effet chuter jusque 0,037 m3, en cas de période quinquennale sèche, soit 37 litres par seconde, ce qui doit être considéré comme très sévère. Cette situation se retrouve auprès d'autres cours d'eau du bassin de la Garonne issus des collines du Lannemezan.
Les crues peuvent être importantes compte tenu de la taille du bassin versant. Les QIX 2 et QIX 5 valent respectivement 51 et 88 m3/s. Le QIX 10 est de 110 m3/s, le QIX 20 de 140 m3, tandis que le QIX 50 se monte à 170 m3/s.
Le débit instantané maximal enregistré à Garganvillar durant cette période, a été de 240 m3/s le 1er juillet 1977, tandis que le débit journalier maximal enregistré était de 204 m3/s le 10 juillet de la même année. En comparant la première de ces valeurs à l'échelle des QIX de la rivière, il apparaît que cette crue était bien plus importante que la crue cinquantennale calculée par le QIX 50, et donc tout à fait exceptionnelle.
Au total, la Gimone est une rivière fort peu abondante dans le contexte du bassin de la Garonne. La lame d'eau écoulée dans son bassin versant est de 115 millimètres annuellement, ce qui correspond plus ou moins au tiers de la moyenne de la France entière tous bassins confondus (320 millimètres). Elle est très inférieure à la moyenne du bassin de la Garonne (384 millimètres au Mas-d'Agenais). Le débit spécifique (ou Qsp) de la rivière atteint 3,7 litres par seconde et par kilomètre carré de bassin (parmi les plus bas de France).

### Irrigation

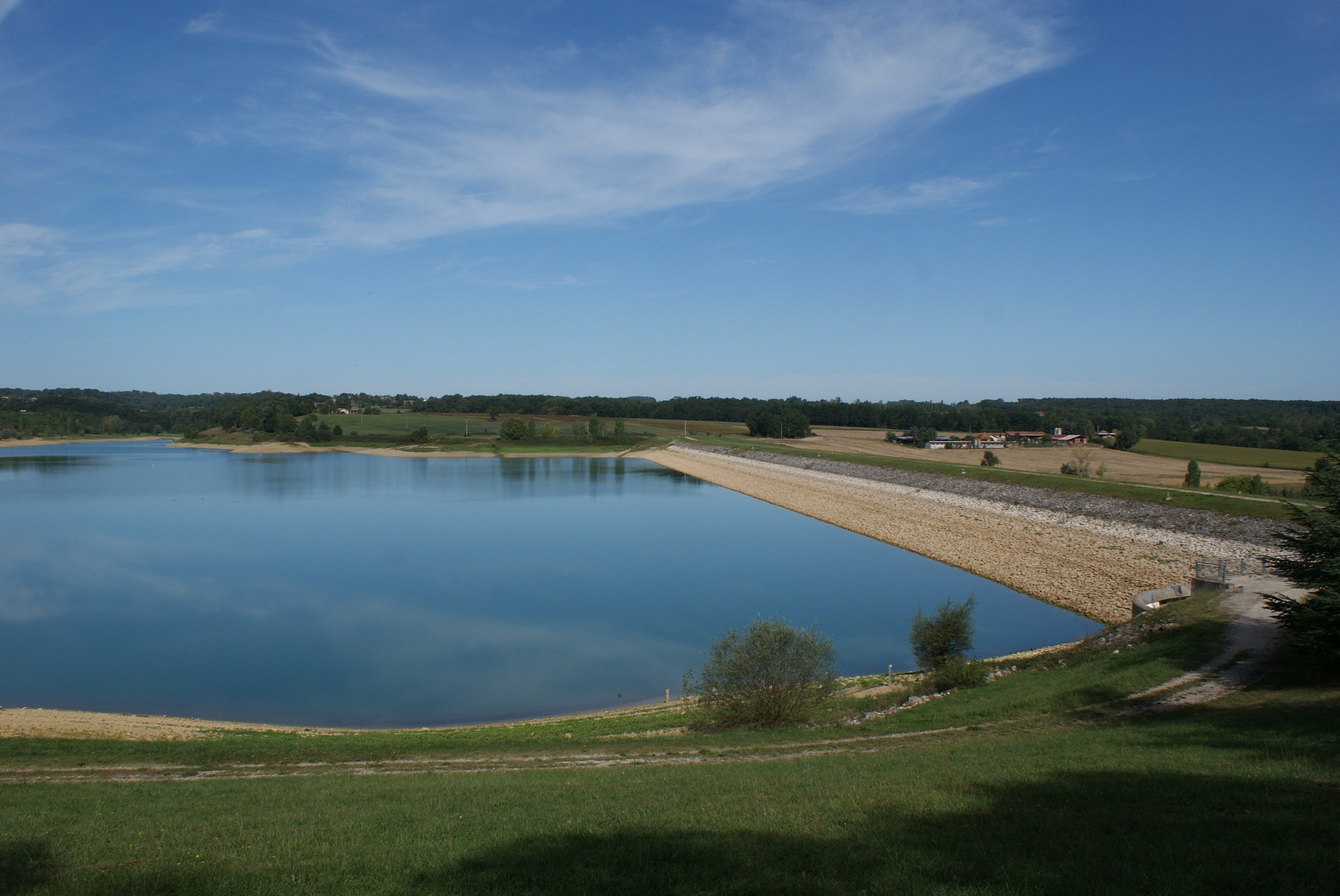
La digue du lac de la Gimone.

En période d'étiage, son cours est maintenu pour l'irrigation et pour les besoins d'alimentation en eau potable et de salubrité par le canal de la Neste.
Un barrage-poids a été construit sur la Gimone entre Lalanne-Arqué et Lunax, créant le lac de la Gimone d'une longueur d'environ six kilomètres. Ce lac est aussi en partie alimenté par la Gesse par un canal souterrain au niveau de Blajan. Et le débit pris en amont est réinjecté dans la rivière au niveau de Lunax[réf. nécessaire].

## Patrimoine naturel
La Gimone et ses trois principaux affluents présentent plus de 600 hectares de prairies naturelles inondables. Ces prairies occupaient l'ensemble du lit majeur au début du XXe siècle ; elles ont fortement régressé, voire ont disparu de certaines communes, avec le développement de l'agriculture intensive, de la généralisation du maïs en vallée et de la régression de l'activité d'élevage.
Néanmoins, ces prairies encore présentes jouent un rôle important dans l'épandage des crues et la protection des eaux de la rivière, et représentent un patrimoine culturel (à travers les anciens moulins encore présents), paysager et naturel qui mérite d'être valorisé. 
Au niveau naturel, elles hébergent une plante très rare et protégée en France : la jacinthe romaine (Bellevalia romana), ainsi que des Orchidées, des papillons d'intérêt communautaire : le Cuivré des marais, le Damier de la succise, et nombre d'insectes (papillons, sauterelles, grillons, criquets, araignées, Libellules) rares car inféodés à ces zones humides de vallée. Elles sont aussi riches en chauve-souris, et en oiseaux de zones humides (ce sont des zones de chasse à la bécassine privilégiées).